# Maximilian von Oer
Maximilian Joseph Freiherr von Oer (* 30. September 1806 auf Gut Nottbeck bei Stromberg (Oelde); † 9. August 1846 in Erfurt) war ein deutscher Dichter und Schriftsteller.

## Leben
Maximilian von Oer wurde als Sohn des westfälischen Landrats Clemens von Oer geboren. Der Kunstmaler Theobald von Oer war sein Bruder. Nach Privatunterricht, den er zusammen mit seinen beiden Brüdern erhielt, absolvierte er die letzten Schuljahre am Gymnasium in Münster. 1825 begann er an der Universität Bonn ein Studium der Rechts- und Kameralwissenschaften. 1826 wurde er Mitglied des Corps Guestphalia Bonn. Später setzte er sein Studium in Breslau und Berlin fort, wo er in Kontakt mit Heinrich Laube, Gustav Kühne, August Daniel von Binzer und Alfred von Reumont kam, von denen er zur Schriftstellerei angeregt wurde. Dort wurde er 1829 auch Mitglied der Alten Breslauer Burschenschaft Arminia. 1829 schloss er das Studium der Kameralwissenschaften in Berlin ab und kehrte zu seinen Eltern nach Erfurt zurück. 1831 wurde er bei der königlichen Regierung in Erfurt als Referendar angestellt. Ende 1832 quittierte er den Staatsdienst und zog nach Plaue, wo er von 1840 bis 1844 Bürgermeister war. Seine letzten zwei Lebensjahre widmete er sich als Fürstlicher Schwarzburg-Sondershausener Rat in Arnstadt vollständig der Poesie und Geschichte.
Von Oer verfasste romantische Gedichte und in der christlich-germanischen und sarazenisch-spanischen Ritter- und Heldenwelt verwurzelte Balladen und Romanzen.
Vielfältige Materialien zu Oers Leben und Werk sammelte der zeitweise in Erfurt tätige Bibliothekar Wolfram Suchier (1883–1964); diese umfangreichen Vorarbeiten zu einer Monographie befinden sich heute als Teil von Suchiers Nachlass in der Berliner Staatsbibliothek.

## Werk
- Meteorsteine, 1835
- Balladen und Romanzen, 1837
- Erzählungen, 1837
- Thüringen und der Harz, mit ihren Merkwürdigkeiten, Volkssagen und Legenden, 1842
- Plaue und die Ehrenburg